# Mobília humana

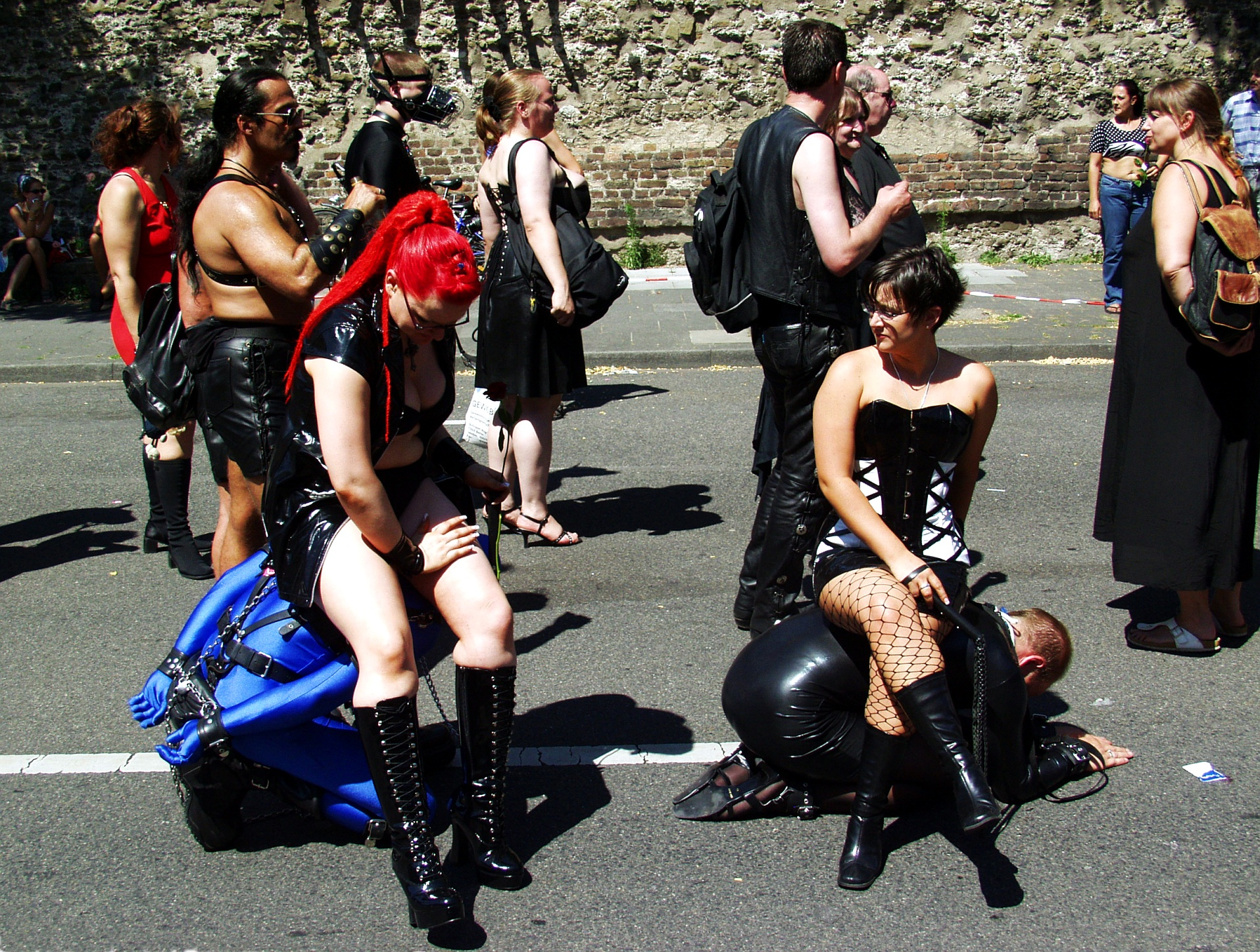
Duas dominadoras utilizando seus submissos como cadeiras durante um evento BDSM

Mobília humana ou fornifilia é uma prática sexual associada ao BDSM onde uma pessoa se comporta como uma peça de mobiliário. O submisso dessa prática geralmente é objetificado e obrigado a permanecer imóvel por um determinado período. Essa prática pode ou não envolver bondage para auxiliar na imobilização e submissão, dependendo da preferência pessoal dos praticantes ou se isso é algo que se encaixa na estética que eles procuram.
Os adeptos dessa prática podem escolher diversas formas diferentes de realizar essa atividade. O mais comum é o submisso ser obrigado a se comportar como uma cadeira ou banco para uma pessoa dominante sentar nele ou ficar de quatro no chão e se comportar com uma mesa enquanto a pessoa dominante coloca objetos ou descansa o pé sobre ele. Outra opção envolve prender uma corda nos mamilos do submisso para que ele se comporte como um varal. O submisso também pode ser uma prateleira e ficar segurando livros ou qualquer objeto decorativo. A fornifilia pode ser conciliada com outras práticas, como a urofilia para que o submisso se comporte como um vaso sanitário. Entre diversos outros móveis ou objetos como cinzeiro, candelabro, cabideiro, tudo depende da vontade e criatividade das pessoas envolvidas.
Os praticantes de fornifilia geralmente obtêm satisfação sexual ao serem objetificados ou humilhados através da dominação ou do sentimento de servidão à pessoa que está na função dominadora. Nesse fetiche, saber que alguém está sofrendo numa posição desconfortável por você ou o simples ato de dominar fisicamente alguém de maneiras incomuns é algo que geralmente traz prazer para as pessoas dominantes.